# ヴァルドゥッジャ
ヴァルドゥッジャ（伊: Valduggia）は、イタリア共和国ピエモンテ州ヴェルチェッリ県にある、人口約1,900人の基礎自治体（コムーネ）。

## 地理

### 位置・広がり
| 隣接するコムーネは以下の通り。括弧内のNOはノヴァーラ県、VBはヴェルバーノ・クジオ・オッソラ県所属を示す。 - ボーカ (NO) - ボルゴセージア - チェッリオ・コン・ブレイア (チェッリオ) - ガルガッロ (NO) - グリニャスコ (NO) - マドンナ・デル・サッソ (VB) - マッジョーラ (NO) - ポーニョ (NO) - ソリーゾ (NO) |

## 行政

### 分離集落
ヴァルドゥッジャには、以下の分離集落（フラツィオーネ）がある。
- Arva, Arlezze, Bertagnina, Campiano, Cantone, Castagnola, Cereto, Cerianelli, Colma di Valduggia, Crabbia, Fronto, Lebbia, Maretti, Molino Medana, Molino Rastelli, Oraldo, Orbruncio, Orcarale, Orlonghetto, Orlungo, Orsanvenzo, Pellicione, Ponte Sales, Rasco, Raschetto, Rastiglione, Romagnasco, San Bernardo, Sella, Seula, Soliva, Sorzano, Strona, Valpiana, Zuccaro